# Каролін ван Рентерґем
Каролін ван Рентерґем (нар. 31 січня 1972) — колишня бельгійська тенісистка.
Найвищу одиночну позицію світового рейтингу — 261 місце досягла 30 Jan 1989, парну — 384 місце — 25 Sep 1989 року.
Здобула 1 одиночний та 1 парний титул туру ITF.

## Фінали ITF

### Одиночний розряд: 1 (1–0)
| Результат | Ранг | Дата           | Турнір            | Покриття | Суперниця                | Рахунок      |
| --------- | ---- | -------------- | ----------------- | -------- | ------------------------ | ------------ |
| Перемога  | 1.   | 16 серпня 1987 | Коксейде, Бельгія | Ґрунт    | Nathalie Van Dierendonck | 6–1, 1–0 Ret |

### Парний розряд: 2 (1–1)
| Результат | Ранг | Дата           | Турнір            | Покриття | Партнерка        | Суперниці                          | Рахунок             |
| --------- | ---- | -------------- | ----------------- | -------- | ---------------- | ---------------------------------- | ------------------- |
| Перемога  | 1.   | 16 серпня 1987 | Коксейде, Бельгія | Ґрунт    | Сабін Аппельманс | Катлін Схюрманс Джой Тейкон        | 6–7(2), 6–2, 7–6(3) |
| Поразка   | 2.   | 27 серпня 1989 | Коксейде, Бельгія | Ґрунт    | Катлін Схюрманс  | Паскалле Дрюйтс Гелен Ван Ден Берґ | 2–6, 4–6            |